# Hamelia longipes
Hamelia longipes är en måreväxtart som beskrevs av Paul Carpenter Standley. Hamelia longipes ingår i släktet Hamelia och familjen måreväxter. Inga underarter finns listade i Catalogue of Life.